# Peralveche
Peralveche – gmina w Hiszpanii, w prowincji Guadalajara, w Kastylii-La Mancha, o powierzchni 81,31 km². W 2011 roku gmina liczyła 81 mieszkańców.